# Lal Bahadur Shastri
Lal Bahadur Srivastava Shastri (Hindi: लालबहादुर शास्त्री; 2 d'octubre de 1904 - 11 de gener de 1966) fou el segon primer ministre de l'Índia. Va exercir del 9 de juny del 1964 a la seva mort l'11 de gener de 1966. El primer ministre interí abans i després fou Gulzarilal Nanda que el 24 de gener de 1966 va donar pas a Indira Gandhi, designada pel partit.